# Dejan Jurkič
Dejan Jurkič, slovenski nogometaš, * 9. december 1983, Kranj,
Jurkič je nekdanji profesionalni nogometaš, ki je igral na položaju branilca. V svoji karieri je igral za slovenske klube Naklo, Šenčur in ob koncu Maribor, švedska Örgryte IS in FIF Qviding, grški Panserraikos ter češke Sigmo Olomouc, Kladno in 1. FC Slovácko. Ob koncu kariere je igral še za avstrijske klube Sankt Veit/Gölsen, Traisen, Rohrbach in Mank ter švicarski Pajde Möhlin. Skupno je v prvi slovenski ligi odigral osem tekem. 